# Защитников Украины (станция метро)
«Защитников Украины» (укр. Захисників України,  (слушать)о файле, до 18 мая 2016 года — «Площадь Восстания») — станция Харьковского метрополитена на Алексеевской линии. Расположена между станциями «Метростроителей» и «Архитектора Бекетова». Находится под площадью Защитников Украины.

## Описание
Рядом со станцией располагаются Универмаг «Харьков», Конный рынок, ДК «ХЭМЗ», кинотеатр «Победа», действующая троллейбусная конечная «ДК ХЭМЗ» (м-т № 13 до конечной остановки "Парк «Зустрич») и закрытая троллейбусная конечная «Универмаг „Харьков“».
Станция односводчатого типа. Пущена в эксплуатацию 6 мая 1995 года. Это последняя станция такого типа в Харькове: в конце 1990-х годов опалубка использовавшаяся при строительстве всех предыдущих односводчатых станций Харькова пришла в негодность, а изготавливать новую оказалось экономически нецелесообразно.

## Галерея
- Одна из мозаик станции.